# Пасо, Хуан Хосе
Хуан Хосе Эстебан Пасо (исп. Juan José Esteban Passo; 2 января 1758, Буэнос-Айрес — 10 сентября 1833, Буэнос-Айрес) — аргентинский политик, участвовавший в событиях, положивших начало войне за независимость Аргентины, известной как Майская революция 1810 года.

## Биография
Родился 2 января 1758 года в Буэнос-Айресе. Сын Доминго де Пассо Тренко и Марии Мануэлы Фернандес де Эскандон и Астудильо.
Пасо учился в Университете Кордовы и получил диплом по теологии в 1779 году. Вернувшись в Буэнос-Айрес, он был назначен профессором философии в Colegio Real de San Carlos (Королевской школе Сан-Карлос). В 1783 году он переехал в Верхнее Перу и изучал право в Университете Чукисака, только чтобы вернуться в Буэнос-Айрес в качестве юриста в 1803 году. После британских вторжений в Рио-де-ла-Плата он занялся политической карьерой в качестве революционного лидера, движимого новой национальной идентичностью, которая росла среди «креолов».
Хуан Хосе Пасо помогал кабильдо (совету) Буэнос-Айреса 22 мая 1810 года и поддерживал фракцию, которая добивалась смещения вице-короля Бальтасара Идальго де Сиснероса, убедив многих других своей пламенной речью. Он участвовал в создании правительства Первой хунты 25 мая и был назначен секретарем хунты вместе с Мариано Морено, с которым он разделял политические взгляды. Он был отправлен хунтой в Монтевидео (сегодняшняя столица Уругвая) для распространения идей революции.
Пасо также был частью Первого триумвирата и Второго триумвирата, которые правили Соединенными провинциями Рио-де-ла-Плата (Аргентина) в 1811—1814 годах. В этот период он участвовал в Ассамблее 13 года и был отправлен в Чили в качестве представителя. Но переговоры с чилийскими патриотами провалились, и капитанство Чили отказалось принять участие в Союзе.
В 1815 году Хуан Хосе Пасо был назначен помощником верховного директора и военным консультантом. Позднее он был избран представителем на Тукуманском конгрессе, который провозгласил независимость Аргентины 9 июля 1816 года. Как секретарь Конгресса, Пасо имел честь зачитать акт о независимости. Однако затем он был заключен в тюрьму и обвинен в измене за поддержку монархической фракции, которая хотела монархии в качестве правительства для новой страны. Его быстро освободили вместе с другими депутатами-монархистами.
Избранный членом Законодательного собрания провинции Буэнос-Айрес в 1822 году, Хуан Хосе Пасо позже стал президентом этого органа. В 1824 году он был снова избран представителем Национального конгресса и поддержал выдвижение Бернардино Ривадавии на пост первого президента Аргентины.
В 1826 году Хуан Хосе Пасо ушел из политики, испытывая отвращение к ожесточенным разногласиям среди провинций, разделившихся на унитарианцев и федералистов.